# Colonne à bulles

Schéma d'une colonne à bulles

Une colonne à bulles est un contacteur gaz–liquide entre une phase gazeuse et une phase liquide utilisée pour réaliser le transfert de matière entre les deux phases ou comme réacteur chimique. On peut la considérer comme une forme agrandie d'un barboteur.
Son nom dérive du fait que la phase gazeuse est insufflée dans la partie inférieure de la colonne et remonte à travers le liquide sous forme de bulles. À la surface de ces bulles a lieu la rencontre de la phase gazeuse et de la phase liquide, qui échangent des substances ou réagissent pour former de nouvelles substances. La surface totale des bulles dans une colonne à bulles oscille typiquement autour de 1 et 200 m2 par m3 de liquide.

## Fonctionnement
Dans sa forme la plus simple, la colonne consiste en un cylindre disposé verticalement.
Pour fonctionner en continu, la colonne est pourvue d'une entrée et d'une sortie pour la phase liquide et d'une entrée pour la phase gazeuse (composée d'un distributeur dans la partie inférieure de la colonne) et d'une sortie pour la phase gazeuse (situé dans la partie supérieure de la colonne).
Pour obtenir une répartition plus homogène des bulles, la colonne peut être équipée de mélangeurs statiques plats ou remplis. Dans ces derniers cas, la géométrie constructive est similaire à une colonne à plateaux et une colonne à garnissage respectivement, mais contrairement à celles-ci, il y a une plus grande rétention de liquide de sorte que la phase gazeuse constitue la phase dispersée tandis que la phase liquide constitue la phase continue.

## Utilisations
Certaines applications pratiques utilisant des colonnes à bulles sont :
- le procédé d'hydroformylation de propylène par catalyse homogène ;
- l'oxydation du cumène en hydroperoxyde de cumène[4] ;
- le procédé de liquéfaction de charbon[5] ;
- le procédé de fermentation alcoolique pour la production de bioéthanol (utilisé comme bioréacteurs)[6] ;
- la production de levures[7] ;
- la fabrication de la bière ;
- la production de vinaigre ;
- les usines de traitement primaire de l'eau ;
- pour le traitement des gaz (débits modestes), comme absorbeur-neutralisateur.